# Ceriagrion whellani
Ceriagrion whellani – gatunek ważki z rodziny łątkowatych (Coenagrionidae).